# Pablo Vicente de Sola
Pablo Vicente de Sola Arrizabalaga (Mondragón, 1761 – Ciudad de México, 1826) fue un comerciante y funcionario español y el duodécimo y último gobernador novohispano de Alta California (1815-1822).

## Biografía
Originario de Mondragón, como comerciante suministró 100 mulas, frazadas, riendas, y jabón en Vieja California. Se asoció a José Mariano de Fagoaga y perteneció a la Cofradía de Aránzazu al igual que otros comerciantes de origen vasco en Nueva España. Su hermano Faustino Sola sirvió como fraile franciscano en la misión de San Luis Obispo entre 1787 y 1790. Entre 1805 y 1807, de Sola trabajo desde la Ciudad de México como habilitado general o recaudador de las Californias. Además, mantuvo estrechas relaciones con los comerciantes del puerto de San Blas y de Tepic, en especial con Agustín Rivas.

### Gobernador de Alta California (1815-1822)
Fue nombrado Gobernador de Alta California en 1815, cargo que desempeñó hasta 1822, época de la independencia de México. Impulsó el comercio a lo largo de la costa del Pacífico del sebo producido en las misiones para la financiación de las guarniciones de los presidios.  Además Sola dispuso varias concesiones de terrenos conocidas como ranchos de California. El rancho Rincón de los Bueyes (1821) de 1265 ha. a Bernardo Higuera y Cornelio López, situado en el condado de Los Ángeles (California). Además, continuó con la exploración de los valles de California para localizar lugares donde establecer nuevas misiones, y durante su gobierno de establecieron estancias y visitas, de menor entidad que una misión, como la Misión San Rafael Arcángel.
Otras concesiones de tierra de Sola incluyeron:
- Rancho La Puente
- Rancho El Conejo
- Rancho Los Tularcitos
- Rancho Bolsa del Potrero y Moro Cojo
- Rancho San Antonio (Peralta)
- Rancho Vega del Río del Pájaro

Durante su gobierno, en noviembre de 1818, tuvo que repeler el saqueo e intento de invasión de Alta California por parte del corsario de origen francés Hipólito Bouchard, al servicio de los independentistas Argentinos, cuyo objetivo era hacerse con el control de la ruta comercial del Galeón de Manila. En octubre se había recibido ya aviso de las intenciones del convoy de Bouchard, por lo que el gobernador de Sola ordenó se sacaran de la capital Monterrey todos los objetos de valor y dos tercios de la pólvora almacenada en los puestos militares.El ataque tuvo lugar el 24 de noviembre con el desembarco de doscientos hombres con armas de fuego y guiados por Peter Corney, quien conocía la bahía. La población civil había sido evacuada el día 20 a la misión Soledad.  El presidio de Monterrey resistió apenas una hora, izándose bandera argentina. La expedición de Bouchard abandonó Monterrey con destino a Santa Bárbara seis días después, habiendo saqueado el presidio, viviendas, almacenes y los edificios del gobierno. La expedición de Bouchard continuó hacia el sur, llegando la al puerto de San Blas en enero de 1819, que fue bloqueado durante meses.  
Durante la inestabilidad producida por la guerra de independencia de México, de Sola se opuso con fuerza a la revolución independentista al igual que la mayor parte de la sociedad de California, contraria al sometimiento a México. Sin embargo, de Sola finalmente accedió a la petición formulada por el canónigo Agustín Fernández de San Vicente, comisionado de la regencia imperial española y propició la anexión de la Alta California al Primer Imperio Mexicano con el cambio de banderas en 1822. 
En 1822 que Luis Antonio Argüello, reemplazó a De Sola como gobernador provisional mexicano y luego como el primer gobernador territorial designado por México. Argüello fue el primer californio en gobernar el estado.

## Carácter, intelecto
De Sola se mantuvo en línea con el pensamiento ilustrado de Borica. Importó maestros de escuela e incluso apoyó a dos de ellos financiándolos personalmente. Durante su mandato Vicente Francisco de Sarría fue presidente de las misiones de California. Sin embargo, su relación no fue tan cercana como la de Diego de Borica y Lasuén por su diferente postura sobre los hechos contemporáneos en España. Además, Sola requirió grandes requisiciones gratis de los indios cristianos de las misiones.
El gobernador De Sola ayudó al joven Mariano Guadalupe Vallejo a obtener una educación formal con un tutor de inglés y le educó sobre la política de California, lo que le ayudó a convertirse en líder en el futuro.